# Clientèle identifiable
 (signalé en juin 2025).
Si vous disposez d'ouvrages ou d'articles de référence ou si vous connaissez des sites web de qualité traitant du thème abordé ici, merci de compléter l'article en donnant les références utiles à sa vérifiabilité et en les liant à la section « Notes et références ».
- Archive Wikiwix
- Bing
- Cairn
- DuckDuckGo
- E. Universalis
- Gallica
- Google
- G. Books
- G. News
- G. Scholar
- Persée
- Qwant
- (zh) Baidu
- (ru) Yandex
- (wd) trouver des œuvres sur Wikidata

Une clientèle identifiable est un ensemble de clients répondant aux critères suivants :
Clientèle de professionnels (artisans, commerçants, professions libérales) , ou d'entreprises, ou d'organisations (administrations, associations ...)
Clientèle dont les clients sont parties prenantes d'une activité ou d'un processus déterminé (en tant que fournisseur, consommateur ou prestataire de service)
Exemple : Un producteur fabricant de pièces pour l'automobile a pour clientèle identifiable l'ensemble des constructeurs automobiles.

## Intérêt de la notion
Les usages et les bonnes pratiques révèlent que :
- Le recensement de cette clientèle est en général plutôt facilité :

la liste des clients est rarement très longue
de nombreuses sources d'informations, sinon des listes toutes faites, existent et sont relativement accessibles (annuaires, fichiers, bases de données, syndicats ou presse professionnelle ...)
- L'Étude de marché de ce type de clientèle est loin d'être un processus abstrait. Au contraire, elle consiste à rencontrer tout ou partie des clients pour les interroger et/ou leur présenter le produit ou l'offre de service. Le résultat de ces visites pouvant déboucher sinon sur des commandes directes, du moins sur une bonne appréciation de l'accueil qui sera réservé à l'offre projetée.
- En exploitation courante, les techniques de marketing direct et de marketing relationnel sont fréquemment utilisées